# Sopronkőhida
Sopronkőhida es el nombre que recibe un pueblo y una antigua prisión en el noroeste de Hungría, 4 km al norte de la ciudad de Sopron y 5 km al sur de la frontera con Austria. El pueblo alberga una prisión militar húngaro celebremente conocida. Su notoriedad se debe a su uso en 1944, por el gobierno Nyilas que la utilizó para encarcelar, torturar y ejecutar a sus opositores. Presos famosos, como el general Vilmos Nagy de Nagybaczon y Endre Bajcsy-Zsilinszky, fueron encarcelados aquí, y Bajcsy-Zsilinszky fue ejecutado a finales de 1944. Después de la Segunda Guerra Mundial, la prisión sirvió como centro de detención para los tribunales militares aliados hasta 1947, cuando se volvió de nuevo a servir como prisión hasta 1951.